# افتخار الدولة
افتخار الدولة هو الحاكم الفاطمي للقدس خلال حصار عام 1099. وفي 15 يوليو سلم القدس إلى ريمون تولوز في برج القلعة.